# Sankt Martiner Tal
Das Sankt Martiner Tal ist ein Tal am Ostrand des Pfälzerwaldes.

## Geographie
Das Tal stellt eine  langgestreckten Talfalte dar, die sich auf der Gemarkung der namensgebenden Ortsgemeinde Sankt Martin befindet und deren Siedlungsgebiet am östlichen Talrand beginnt. Es gehört zur Haardt, wie der Ostrand des Pfälzerwaldes genannt wird und wird vom Kropsbach durchflossen, der dort den Sandwiesenweiher durchfließt. Südlich erstrecken sich der Hochberg, nordöstlich der Breitenberg und nordwestlich der Hüttenberg sowie
die Passhöhe Hüttenhohl.

## Verkehr
Mitten durch das Tal verläuft die Totenkopfstraße, die Teil der Landesstraße 514 ist und von Sankt Martin bis nach Breitenstein führt.

## Tourismus
Im Tal befindet sich das vom Pfälzerwald-Verein betriebene Haus an den Fichten. Zudem existiert der Parkplatz St. Martiner Tal
Der Pfälzer Weinsteig passiert das St. Martiner Tal auf seiner fünften und sechsten Etappe und weist eine Stichstrecke nach Sankt Martin auf. Ein weiterer Wanderweg, der  mit einem grün-weißen Balken markiert ist und von Hertlingshausen bis mach Sankt Martin führt, passiert das Tal ebenfalls.
In vertikaler Richtung wird das Sankt Martiner Tal von der vierten Etappe des Pfälzer Keschdeweg sowie von einem Wanderweg, der mit einem roten Punkt gekennzeichnet ist und der von Hertlingshausen nach Petit Wingen verläuft, gekreuzt.